# Meliores (middeleeuwen)
De term meliores werd in de middeleeuwen gebruikt voor de rijkste inwoners van een stad of dorp.
In deze periode werd ook de hoogste laag van de boerenstand vooral dankzij grondbezit en een bestuurlijke functie (schout, huisman) tot de meliores gerekend.